# Malczewski Point
Malczewski Point är en udde i Antarktis. Den ligger i Sydshetlandsöarna. Argentina, Chile och Storbritannien gör anspråk på området.
Terrängen inåt land är kuperad åt nordväst, men söderut är den platt. Havet är nära Malczewski Point söderut. Trakten är glest befolkad. Närmaste befolkade plats är Commandante Ferraz Station, 13,6 kilometer nordväst om Malczewski Point. 